# Euro Hockey League 2008-2009
Navigation
2007-2008 2009-2010
L’Euro Hockey League 2008-2009 est la 2e édition de l'Euro Hockey League. Elle oppose les 24 meilleures équipes européennes.

## Déroulement du Tournoi
La compétition se déroule en deux phases. Lors de la première phase, les vingt quatre équipes participantes sont réparties dans huit groupes. Les deux premières sont qualifiées pour les 1/8 de finale (KO 16).
- Une Victoire rapporte 5 points
- Un Nul 2 points
- Une défaite par moins de 2 Buts d'écart 1 point
- Une défaite par plus de 2 Buts d'écart 0 point

À partir des huitièmes de finale, la compétition devient une compétition à élimination directe.

## Équipes
Pour la Saison 2008/2009
Les équipes dont le pays est placé dans les places 1 à 4 du classement peuvent engager 3 équipes :
- Pays-Bas : HC Bloemendaal, Amsterdam H&BC et HC Rotterdam
- Allemagne : Der club an der Alster, UHC Hambourg et Düsseldorfer HC
- Angleterre : Reading HC, East Grinstead HC et Cannock HC
- Espagne : Atletic Terrassa, RC Polo de Barcelona et Club Egara

Ceux dont le pays est classé dans les places 5 à 8 peuvent engager 2 équipes :
- Belgique : KHC Leuven et Waterloo Ducks HC
- Pologne : KS Pocztowiec Poznań et Grunwald Poznań
- Écosse : Kelburne HC et Western Wildcats HC
- France : Lille MHC et St Germain HC

Et ceux dont le pays est classé dans les places 9 à 12 peuvent engager une équipe :
- Irlande : Three Rock Rovers HC
- Ukraine : Olimpia Kolos Sekvoia
- Italie : HC Bra
- Russie : Dinamo Kazan HC

## Phase de Poule

### Groupe A
Les matchs ont eu lieu du 24 au 26 octobre 2008 à Amsterdam (Pays-Bas).
| Pays | Équipes                | Score | Équipes                | Pays |
| ---- | ---------------------- | ----- | ---------------------- | ---- |
|      | KS Pocztowiec Poznań   | 0-3   | Der club an der Alster |      |
|      | Club Egara             | 8-1   | KS Pocztowiec Poznań   |      |
|      | Der club an der Alster | 0-4   | Club Egara             |      |

| Rang | Pays | Équipe                 | Points | Joués | Gagnés | Nul | Perdu (écart <2 buts) | Perdus (écart >2 buts) | But Pour | But Contre | Différence |
| ---- | ---- | ---------------------- | ------ | ----- | ------ | --- | --------------------- | ---------------------- | -------- | ---------- | ---------- |
| 1    |      | Club Egara             | 10     | 2     | 2      | 0   | 0                     | 0                      | 12       | 1          | +11        |
| 2    |      | Der club an der Alster | 5      | 2     | 1      | 0   | 0                     | 1                      | 3        | 4          | -1         |
| 3    |      | KS Pocztowiec Poznań   | 0      | 2     | 0      | 0   | 0                     | 2                      | 1        | 11         | -10        |

### Groupe B
Les matchs ont eu lieu du 24 au 26 octobre 2008 à Amsterdam (Pays-Bas).
| Pays | Équipes         | Score | Équipes         | Pays |
| ---- | --------------- | ----- | --------------- | ---- |
|      | HC Bra          | 1-3   | St Germain HC   |      |
|      | Düsseldorfer HC | 4-2   | HC Bra          |      |
|      | St Germain HC   | 3-3   | Düsseldorfer HC |      |

| Rang | Pays | Équipe          | Points | Joués | Gagnés | Nul | Perdu (écart <2 buts) | Perdus (écart >2 buts) | But Pour | But Contre | Différence |
| ---- | ---- | --------------- | ------ | ----- | ------ | --- | --------------------- | ---------------------- | -------- | ---------- | ---------- |
| 1    |      | Düsseldorfer HC | 7      | 2     | 1      | 1   | 0                     | 0                      | 7        | 5          | +2         |
| 2    |      | St Germain HC   | 7      | 2     | 1      | 1   | 0                     | 1                      | 6        | 2          | +2         |
| 3    |      | HC Bra          | 2      | 2     | 0      | 0   | 2                     | 0                      | 3        | 7          | -4         |

### Groupe C
Les matchs ont eu lieu du 24 au 26 octobre 2008 à Amsterdam (Pays-Bas).
| Pays | Équipes               | Score | Équipes               | Pays |
| ---- | --------------------- | ----- | --------------------- | ---- |
|      | Olimpia Kolos Sekvoia | 2-5   | Grunwald Poznań       |      |
|      | Grunwald Poznań       | 1-8   | Amsterdam H&BC        |      |
|      | Amsterdam H&BC        | 8-0   | Olimpia Kolos Sekvoia |      |

| Rang | Pays | Équipe                | Points | Joués | Gagnés | Nul | Perdu (écart <2 buts) | Perdus (écart >2 buts) | But Pour | But Contre | Différence |
| ---- | ---- | --------------------- | ------ | ----- | ------ | --- | --------------------- | ---------------------- | -------- | ---------- | ---------- |
| 1    |      | Amsterdam H&BC        | 10     | 2     | 2      | 0   | 0                     | 0                      | 16       | 1          | +15        |
| 2    |      | Grunwald Poznań       | 5      | 2     | 1      | 0   | 0                     | 1                      | 6        | 10         | -4         |
| 3    |      | Olimpia Kolos Sekvoia | 0      | 2     | 0      | 0   |                       | 2                      | 2        | 13         | -11        |

### Groupe D
Les matchs ont eu lieu du 24 au 26 octobre 2008 à Amsterdam (Pays-Bas).
| Pays | Équipes         | Score | Équipes         | Pays |
| ---- | --------------- | ----- | --------------- | ---- |
|      | Cannock HC      | 5-4   | Dinamo Kazan HC |      |
|      | Dinamo Kazan HC | 1-8   | HC Bloemendaal  |      |
|      | HC Bloemendaal  | 5-2   | Cannock HC      |      |

| Rang | Pays | Équipe          | Points | Joués | Gagnés | Nul | Perdu (écart <2 buts) | Perdus (écart >2 buts) | But Pour | But Contre | Différence |
| ---- | ---- | --------------- | ------ | ----- | ------ | --- | --------------------- | ---------------------- | -------- | ---------- | ---------- |
| 1    |      | HC Bloemendaal  | 10     | 2     | 2      | 0   | 0                     | 0                      | 13       | 3          | +10        |
| 2    |      | Cannock HC      | 5      | 2     | 1      | 0   | 0                     | 1                      | 7        | 9          | -2         |
| 3    |      | Dinamo Kazan HC | 1      | 2     | 0      | 0   | 1                     | 1                      | 5        | 13         | -8         |

### Groupe E
Les matchs ont eu lieu du 31 octobre 2 novembre 2008 à Lille (France).
| Pays | Équipes             | Score | Équipes             | Pays |
| ---- | ------------------- | ----- | ------------------- | ---- |
|      | Western Wildcats HC | 0-2   | Reading HC          |      |
|      | HC Rotterdam        | 5-0   | Western Wildcats HC |      |
|      | Reading HC          | 1-2   | HC Rotterdam        |      |

| Rang | Pays | Équipe              | Points | Joués | Gagnés | Nul | Perdu (écart <2 buts) | Perdus (écart >2 buts) | But Pour | But Contre | Différence |
| ---- | ---- | ------------------- | ------ | ----- | ------ | --- | --------------------- | ---------------------- | -------- | ---------- | ---------- |
| 1    |      | HC Rotterdam        | 10     | 2     | 2      | 0   | 0                     | 0                      | 7        | 1          | +6         |
| 2    |      | Reading HC          | 6      | 2     | 1      | 0   | 1                     | 0                      | 3        | 2          | +1         |
| 3    |      | Western Wildcats HC | 1      | 2     | 0      | 0   | 1                     | 1                      | 0        | 7          | -7         |

### Groupe F
Les matchs ont eu lieu du 31 octobre 2 novembre 2008 à Lille (France).
| Pays | Équipes           | Score | Équipes           | Pays |
| ---- | ----------------- | ----- | ----------------- | ---- |
|      | Waterloo Ducks HC | 4-1   | Kelburne HC       |      |
|      | East Grinstead    | 3-2   | Waterloo Ducks HC |      |
|      | Kelburne HC       | 0-3   | East Grinstead    |      |

| Rang | Pays | Équipe            | Points | Joués | Gagnés | Nul | Perdu (écart <2 buts) | Perdus (écart >2 buts) | But Pour | But Contre | Différence |
| ---- | ---- | ----------------- | ------ | ----- | ------ | --- | --------------------- | ---------------------- | -------- | ---------- | ---------- |
| 1    |      | East Grinstead    | 10     | 2     | 2      | 0   | 0                     | 0                      | 4        | 0          | +4         |
| 2    |      | Waterloo Ducks HC | 6      | 2     | 1      | 0   | 1                     | 0                      | 7        | 4          | -3         |
| 3    |      | Kelburne HC       | 0      | 2     | 0      | 0   | 0                     | 2                      | 1        | 8          | -7         |

### Groupe G
Les matchs ont eu lieu du 31 octobre 2 novembre 2008 à Lille (France).
| Pays | Équipes              | Score | Équipes              | Pays |
| ---- | -------------------- | ----- | -------------------- | ---- |
|      | RC Polo de Barcelona | 4-1   | Lille MHC            |      |
|      | UHC Hambourg         | 1-4   | RC Polo de Barcelona |      |
|      | Lille MHC            | 2-4   | UHC Hambourg         |      |

| Rang | Pays | Équipe               | Points | Joués | Gagnés | Nul | Perdu (écart <2 buts) | Perdus (écart >2 buts) | But Pour | But Contre | Différence |
| ---- | ---- | -------------------- | ------ | ----- | ------ | --- | --------------------- | ---------------------- | -------- | ---------- | ---------- |
| 1    |      | RC Polo de Barcelona | 10     | 2     | 2      | 0   | 0                     | 0                      | 8        | 2          | +6         |
| 2    |      | UHC Hambourg         | 5      | 2     | 1      | 0   | 0                     | 1                      | 5        | 6          | -1         |
| 3    |      | Lille MHC            | 1      | 2     | 0      | 0   | 1                     | 1                      | 3        | 8          | -5         |

### Groupe H
Les matchs ont eu lieu du 31 octobre 2 novembre 2008 à Lille (France).
| Pays | Équipes              | Score | Équipes              | Pays |
| ---- | -------------------- | ----- | -------------------- | ---- |
|      | Atletic Terrassa     | 0-0   | Three Rock Rovers HC |      |
|      | Three Rock Rovers HC | 1-1   | Atletic Terrassa     |      |
|      | KHC Leuven           | 3-1   | Atletic Terrassa     |      |

| Rang | Pays | Équipe               | Points | Joués | Gagnés | Nul | Perdu (écart <2 buts) | Perdus (écart >2 buts) | But Pour | But Contre | Différence |
| ---- | ---- | -------------------- | ------ | ----- | ------ | --- | --------------------- | ---------------------- | -------- | ---------- | ---------- |
| 1    |      | KHC Leuven           | 7      | 2     | 1      | 1   | 0                     | 0                      | 4        | 2          | +2         |
| 2    |      | Three Rock Rovers HC | 4      | 2     | 0      | 2   | 1                     | 0                      | 1        | 1          | 0          |
| 3    |      | Atletic Terrassa     | 3      | 2     | 0      | 1   | 1                     | 0                      | 1        | 3          | -2         |

## Phase Finale
Les huitièmes et les quarts de finale auront lieu du 10 au 13 avril 2009. Les demi-finales et la finale auront lieu le week-end du 30 et 31 mai 2009.

### Qualifiés pour la Phase finale
| Groupe   | 1er du Groupe        | 2e du Groupe           |
| -------- | -------------------- | ---------------------- |
| Groupe A | Club Egara           | Der club an der Alster |
| Groupe B | Düsseldorfer HC      | St Germain HC          |
| Groupe C | Amsterdam H&BC       | Grunwald Poznań        |
| Groupe D | HC Bloemendaal       | Cannock HC             |
| Groupe E | HC Rotterdam         | Reading HC             |
| Groupe F | East Grinstead       | Waterloo Ducks HC      |
| Groupe G | RC Polo de Barcelona | UHC Hambourg           |
| Groupe H | KHC Leuven           | Three Rock Rovers HC   |

### Tableau Final
|  | Huitièmes de finale    | Huitièmes de finale    |                |                        | Quarts de finale       | Quarts de finale       |   |  | Demi-finales       | Demi-finales       |  |  | Finale               | Finale               |
|  | Huitièmes de finale    | Huitièmes de finale    |                |                        | Quarts de finale       | Quarts de finale       |   |  | Demi-finales       | Demi-finales       |  |  | Finale               | Finale               |
|  |                        |                        |                |                        |                        |                        |   |  |                    |                    |  |  |                      |                      |
|  | Vendredi 10 avril 2009 | Vendredi 10 avril 2009 |                |                        | Dimanche 12 avril 2009 | Dimanche 12 avril 2009 |   |  | Samedi 30 mai 2009 | Samedi 30 mai 2009 |  |  | Dimanche 31 mai 2009 | Dimanche 31 mai 2009 |
|  | Vendredi 10 avril 2009 | Vendredi 10 avril 2009 |                |                        | Dimanche 12 avril 2009 | Dimanche 12 avril 2009 |   |  | Samedi 30 mai 2009 | Samedi 30 mai 2009 |  |  | Dimanche 31 mai 2009 | Dimanche 31 mai 2009 |
|  | HC Bloemendaal         | 3                      |                |                        | Dimanche 12 avril 2009 | Dimanche 12 avril 2009 |   |  | Samedi 30 mai 2009 | Samedi 30 mai 2009 |  |  | Dimanche 31 mai 2009 | Dimanche 31 mai 2009 |
|  | HC Bloemendaal         | 3                      |                |                        | Dimanche 12 avril 2009 | Dimanche 12 avril 2009 |   |  | Samedi 30 mai 2009 | Samedi 30 mai 2009 |  |  | Dimanche 31 mai 2009 | Dimanche 31 mai 2009 |
|  | Cannock HC             | 1                      |                |                        | Dimanche 12 avril 2009 | Dimanche 12 avril 2009 |   |  | Samedi 30 mai 2009 | Samedi 30 mai 2009 |  |  | Dimanche 31 mai 2009 | Dimanche 31 mai 2009 |
|  | Cannock HC             | 1                      | HC Bloemendaal | 3                      |                        |                        |   |  | Samedi 30 mai 2009 | Samedi 30 mai 2009 |  |  | Dimanche 31 mai 2009 | Dimanche 31 mai 2009 |
|  | Vendredi 10 avril 2009 |                        | HC Bloemendaal | 3                      |                        |                        |   |  | Samedi 30 mai 2009 | Samedi 30 mai 2009 |  |  | Dimanche 31 mai 2009 | Dimanche 31 mai 2009 |
|  |                        | East Grinstead         | 2              |                        |                        |                        |   |  | Samedi 30 mai 2009 | Samedi 30 mai 2009 |  |  | Dimanche 31 mai 2009 | Dimanche 31 mai 2009 |
|  | East Grinstead         | East Grinstead         | 2              | 3                      |                        |                        |   |  | Samedi 30 mai 2009 | Samedi 30 mai 2009 |  |  | Dimanche 31 mai 2009 | Dimanche 31 mai 2009 |
|  | East Grinstead         | Lundi 13 avril 2009    |                | 3                      |                        |                        |   |  | Samedi 30 mai 2009 | Samedi 30 mai 2009 |  |  | Dimanche 31 mai 2009 | Dimanche 31 mai 2009 |
|  | St Germain HC          | 2                      |                |                        |                        |                        |   |  | Samedi 30 mai 2009 | Samedi 30 mai 2009 |  |  | Dimanche 31 mai 2009 | Dimanche 31 mai 2009 |
|  | St Germain HC          | 2                      | HC Bloemendaal | 4                      |                        |                        |   |  |                    |                    |  |  | Dimanche 31 mai 2009 | Dimanche 31 mai 2009 |
|  | Samedi 11 avril 2009   |                        | HC Bloemendaal | 4                      |                        |                        |   |  |                    |                    |  |  | Dimanche 31 mai 2009 | Dimanche 31 mai 2009 |
|  |                        | HC Rotterdam           | 3              |                        |                        |                        |   |  |                    |                    |  |  | Dimanche 31 mai 2009 | Dimanche 31 mai 2009 |
|  | HC Rotterdam           | HC Rotterdam           | 3              | 4                      |                        |                        |   |  |                    |                    |  |  | Dimanche 31 mai 2009 | Dimanche 31 mai 2009 |
|  | HC Rotterdam           | Samedi 30 mai 2009     |                | 4                      |                        |                        |   |  |                    |                    |  |  | Dimanche 31 mai 2009 | Dimanche 31 mai 2009 |
|  | Grunwald Poznan        | 2                      |                |                        |                        |                        |   |  |                    |                    |  |  | Dimanche 31 mai 2009 | Dimanche 31 mai 2009 |
|  | Grunwald Poznan        | 2                      | HC Rotterdam   | 5                      |                        |                        |   |  |                    |                    |  |  | Dimanche 31 mai 2009 | Dimanche 31 mai 2009 |
|  | Samedi 11 avril 2009   |                        | HC Rotterdam   | 5                      |                        |                        |   |  |                    |                    |  |  | Dimanche 31 mai 2009 | Dimanche 31 mai 2009 |
|  |                        | Amsterdam H&BC         | 3              |                        |                        |                        |   |  |                    |                    |  |  | Dimanche 31 mai 2009 | Dimanche 31 mai 2009 |
|  | Amsterdam H&BC         | Amsterdam H&BC         | 3              | 4                      |                        |                        |   |  |                    |                    |  |  | Dimanche 31 mai 2009 | Dimanche 31 mai 2009 |
|  | Amsterdam H&BC         | Dimanche 12 avril 2009 |                | 4                      |                        |                        |   |  |                    |                    |  |  | Dimanche 31 mai 2009 | Dimanche 31 mai 2009 |
|  | Waterloo Ducks HC      | 2                      |                |                        |                        |                        |   |  |                    |                    |  |  | Dimanche 31 mai 2009 | Dimanche 31 mai 2009 |
|  | Waterloo Ducks HC      | 2                      | HC Bloemendaal | 5                      |                        |                        |   |  |                    |                    |  |  |                      |                      |
|  | Vendredi 10 avril 2009 |                        | HC Bloemendaal | 5                      |                        |                        |   |  |                    |                    |  |  |                      |                      |
|  |                        | UHC Hambourg           | 4              |                        |                        |                        |   |  |                    |                    |  |  |                      |                      |
|  | Düsseldorfer HC        | UHC Hambourg           | 4              | 2                      |                        |                        |   |  |                    |                    |  |  |                      |                      |
|  | Düsseldorfer HC        |                        |                | 2                      |                        |                        |   |  |                    |                    |  |  |                      |                      |
|  | UHC Hambourg           | 3                      |                |                        |                        |                        |   |  |                    |                    |  |  |                      |                      |
|  | UHC Hambourg           | 3                      | UHC Hambourg   | 4                      |                        |                        |   |  |                    |                    |  |  |                      |                      |
|  | Vendredi 10 avril 2009 |                        | UHC Hambourg   | 4                      |                        |                        |   |  |                    |                    |  |  |                      |                      |
|  |                        | Club Egara             | 3              |                        |                        |                        |   |  |                    |                    |  |  |                      |                      |
|  | Club Egara             | Club Egara             | 3              | 4                      |                        |                        |   |  |                    |                    |  |  |                      |                      |
|  | Club Egara             | Lundi 13 avril 2009    |                | 4                      |                        |                        |   |  |                    |                    |  |  |                      |                      |
|  | Der club an der Alster | 2                      |                |                        |                        |                        |   |  |                    |                    |  |  |                      |                      |
|  | Der club an der Alster | 2                      | UHC Hambourg   | 3                      |                        |                        |   |  |                    |                    |  |  |                      |                      |
|  | Samedi 11 avril 2009   |                        | UHC Hambourg   | 3                      |                        |                        |   |  |                    |                    |  |  |                      |                      |
|  |                        | KHC Leuven             | 2              |                        |                        |                        |   |  |                    |                    |  |  |                      |                      |
|  | KHC Leuven             | KHC Leuven             | 2              | 2                      |                        |                        |   |  |                    |                    |  |  |                      |                      |
|  | KHC Leuven             |                        |                | 2                      |                        |                        |   |  |                    |                    |  |  |                      |                      |
|  | Three Rock Rovers      | 1                      |                | Match pour la 3e place | Match pour la 3e place |                        |   |  |                    |                    |  |  |                      |                      |
|  | Three Rock Rovers      | 1                      | KHC Leuven     | Match pour la 3e place | Match pour la 3e place | 2                      |   |  |                    |                    |  |  |                      |                      |
|  | Samedi 11 avril 2009   | Samedi 11 avril 2009   | KHC Leuven     | Dimanche 31 mai 2009   | Dimanche 31 mai 2009   | 2                      |   |  |                    |                    |  |  |                      |                      |
|  | Samedi 11 avril 2009   | Samedi 11 avril 2009   |                | Dimanche 31 mai 2009   | Dimanche 31 mai 2009   | Reading HC             | 1 |  |                    |                    |  |  |                      |                      |
|  | RC Polo de Barcelona   | 0                      | KHC Leuven     | 1                      |                        | Reading HC             | 1 |  |                    |                    |  |  |                      |                      |
|  | RC Polo de Barcelona   | 0                      | KHC Leuven     | 1                      |                        |                        |   |  |                    |                    |  |  |                      |                      |
|  | Reading HC             | 1                      |                | HC Rotterdam           | 8                      |                        |   |  |                    |                    |  |  |                      |                      |
|  | Reading HC             | 1                      |                | HC Rotterdam           | 8                      |                        |   |  |                    |                    |  |  |                      |                      |

### Classement Final
| Place              | Équipe                 | Résultat                      |
| ------------------ | ---------------------- | ----------------------------- |
| Médaille d'or      | HC Bloemendaal         | Vainqueur                     |
| Médaille d'argent  | UHC Hambourg           | Finaliste                     |
| Médaille de bronze | HC Rotterdam           | Vainqueur Match pour 3e Place |
| 4                  | KHC Leuven             | Perdant Match pour 3e Place   |
| 5                  | Reading HC             | Éliminé en 1/4 de finale      |
| 5                  | Club Egara             | Éliminé en 1/4 de finale      |
| 5                  | Amsterdam H&BC         | Éliminé en 1/4 de finale      |
| 5                  | East Grinstead         | Éliminé en 1/4 de finale      |
| 9                  | RC Polo de Barcelona   | Éliminé en 1/8e de finale     |
| 9                  | Three Rock Rovers      | Éliminé en 1/8e de finale     |
| 9                  | Der club an der Alster | Éliminé en 1/8e de finale     |
| 9                  | Düsseldorfer HC        | Éliminé en 1/8e de finale     |
| 9                  | Waterloo Ducks HC      | Éliminé en 1/8e de finale     |
| 9                  | Grunwald Poznań        | Éliminé en 1/8e de finale     |
| 9                  | St Germain HC          | Éliminé en 1/8e de finale     |
| 9                  | Cannock HC             | Éliminé en 1/8e de finale     |
| 17                 | Atletic Terrassa       | Éliminé au 1er Tour           |
| 17                 | Lille MHC              | Éliminé au 1er Tour           |
| 17                 | Kelburne HC            | Éliminé au 1er Tour           |
| 17                 | Western Wildcats HC    | Éliminé au 1er Tour           |
| 17                 | Dinamo Kazan HC        | Éliminé au 1er Tour           |
| 17                 | Olimpia Kolos Sekvoia  | Éliminé au 1er Tour           |
| 17                 | HC Bra                 | Éliminé au 1er Tour           |
| 17                 | KS Pocztowiec Poznań   | Éliminé au 1er Tour           |